# Agárico

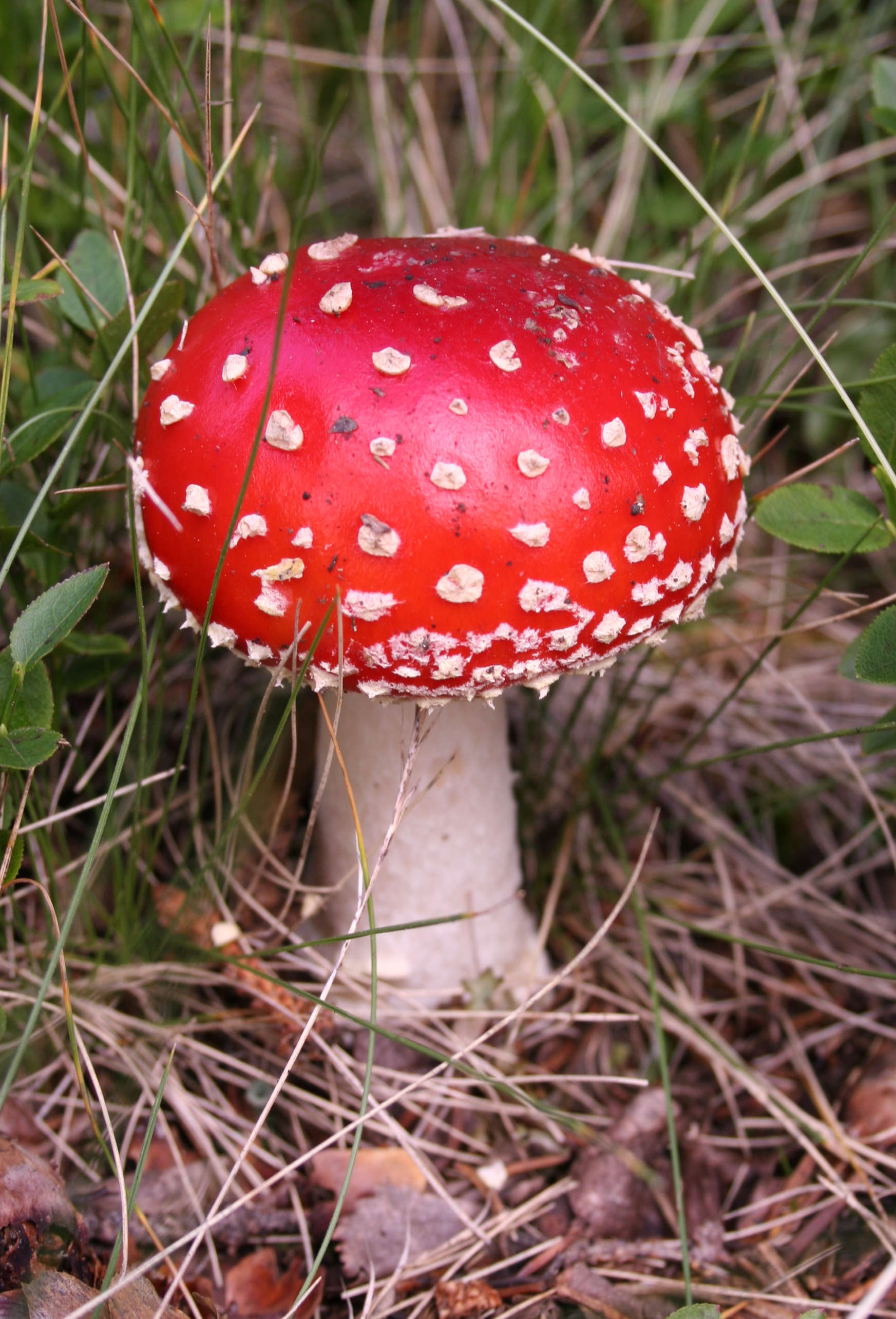
Amanita muscaria, um típico agárico.

Um agárico é um tipo de esporocarpo (corpo frutífero) de um cogumelo fúngico caracterizado pela presença de um píleo que é claramente diferenciado do estipe (caule), com lamelas (brânquias) na parte inferior do píleo. Como a maioria dos espécimes de agáricos pertencem à divisão Basidiomycota, em especial à ordem Agaricaceae, o termo também pode se referir à qualquer membro desta ordem. Os fungos que produzem este tipo de estruturas são conhecidos por fungos agáricos.

## Etimologia
Em contextos arcaicos, o termo provém do latim agaricum e significa "árvore fungo"; no entanto, isso mudou com a interpretação lineana de 1753, quando Linnaeus usou o nome Agaricus genericamente para todos os cogumelos.

## Definições
Agáricos pode designar um tipo específico de fungo ou membros de uma determinada ordem. Em específico, refere-se a um tipo de esporocarpo de um cogumelo fúngico caracterizado pela presença de um píleo diferenciado do estipe e com lamelas na parte inferior do píleo. A maioria das espécies de agáricos estão dentro da divisão Basidiomycota, em especial na ordem Agaricales e, por conta disso, o termo é amplamente utilizando para referir à típicos membros fúngicos desta ordem. Apesar disso, por conta de evoluções independentes, há exceções de agáricos em outras ordens como Russulales, Boletales e Hymenochaetales.
Sistemas de classificação mais antigos tendem a classificar todos os agáricos em Agaricales e algumas fontes, principalmente as mais antigas, usam "agáricos" como o nome coletivo coloquial para os membros desta ordem. No entanto, fontes contemporâneas tendem a usar o termo "euagáricos" para se referir aos membros agáricos de Agaricales.